# Les Inventions de la vie

Les Inventions de la vie est une série documentaire animalière écrite et réalisée par Jean-Pierre Cuny avec la collaboration de Christine Parchet-Morizet.

## Documentaires
Créée en 1990, la série Les Inventions de la vie complète la série L'Aventure des plantes, en expliquant à travers des exemples souvent extraordinaires, par des reportages venant du monde entier et des animations, l'évolution du monde animal, de la première cellule jusqu'à la diversité des organismes actuels et les stratagèmes de lutte pour la vie.
La série a été coproduite en trois saisons (1990, 1992 et 1995) par Canal+, Télévision suisse romande, Télé Union Paris, et d'autres partenaires selon les saisons, avec le concours du Centre National de la Cinématographie et le soutien de la Procirep. Chaque saison comportait 13 épisodes d'environ 26 minutes.
La musique du générique, de Joël Fajerman, est intitulée « Flower's Love ». L'album reprenant l'ensemble des musiques de la série est édité par Joel Fajerman Productions (c) 1991, et toujours commercialisé aujourd'hui contrairement à la série elle-même.

## Critiques
« On s'émerveille devant ce déluge d'images superbes, souvent stupéfiantes, parfois mêlées de dessins animés et enrichies d'un commentaire simple et séduisant. » La Vie
« Fabuleuses images, voix moqueuse, commentaire hilarant. C'est érudit mais drôle. [...] Quel ravissement ! » Le Monde

## Liste des épisodes
Les trois saisons sont une constante, mais la numérotation à l'intérieur des saisons change selon les sources : diffusion originale, archives INA, édition en intégrale VHS.

### Les Inventions de la vie
Épisodes de 1990, co-produits par Antenne 2, Canal +, Neyrac Films, RTSR, Télé Union Paris. 
Le générique reprend celui de L'Aventure des plantes, avec une modification mineure : un papillon se pose sur la casquette du personnage assis.
- 1 - A la vie à l'amour
- 2 - L'école de l'arnaque
- 3 - L'école du cirque
- 4 - Le dernier des salopards
- 5 - Les surdoués mous
- 6 - Le sable de la vie
- 7 - Longtemps, longtemps avant les papillons
- 8 - L'aventure des ailes
- 9 - Tant qu'il y aura des crottes
- 10 - L'école des prédateurs
- 11 - Le prédateur des prédateurs
- 12 - Le territoire des herbes
- 13 - Les enfants du parasite

### Les Inventions de la vie II
Épisodes de 1992, co-produits par Antenne 2 / France 2, Canal +, Neyrac Films, RTSR, 352 Production, Télé Union Paris.
- 14 - Comment s'en sortir quand on est dans la mer une fois sur deux
- 15 - La méduse au bord de l'eau
- 16 - Avec presque rien et de l'eau
- 17 - La guerre des mouches
- 18 - La bave du crapaud
- 19 - Sans peur et sans famille
- 20 - Ces messieurs au salon
- 21 - Mon cher associé
- 22 - Superprédator
- 23 - Il y a longtemps que je te sème
- 24 - La patience du macho à plume
- 25 - Va te faire un oeuf
- 26 - La graine au bois dormant

### Les inventions de la vie III
Épisodes de 1995, co-produits par Canal +, TSR, Télé Union Paris, TVR Productions. Le générique de début change radicalement, le dessin animé est remplacé par des extraits vidéos en prise de vue réelle.
- 27 - Les parents, c'est des drôles d'oiseaux
- 28 - Fais-moi une fleur
- 29 - Les surdoués sous-estimés
- 30 - Y a pas de maman au numéro que vous demandez
- 31 - Le solitaire du lac
- 32 - Le chat, l'homme et le bourdon
- 33 - Dans les airs et sous les eaux
- 34 - C'est pas parce qu'on cause pas qu'on a rien à dire
- 35 - Ecoute voir comme ca sent bon
- 36 - La révolution des roses
- 37 - La rose c'est la vie
- 38 - Le bébé qui venait du froid